# Sugbongcogon
Sugbongcogon (en cebuano: Subongkugon) es un municipio filipino de quinta categoría, situado en la parte sudeste de la isla de Mindanao. Forma parte de  la provincia de Misamis Oriental. Para las elecciones está encuadrado en el Primer Distrito Electoral.

## Barrios
El municipio  de Sugbongcogon se divide, a los efectos administrativos, en 10 barangayes o barrios, conforme a la siguiente relación:
| - Alicomohán - Ampianga - Kaulayanán | - Kidampas - Kiraging - Mangga | - Mimbuahán - Población | - Santa Cruz - Silad |

## Historia
La provincia de Misamis, creada en 1818, formaba parte de la Capitanía General de Filipinas (1520-1898). Estaba dividida en cuatro partidos. El Partido de Cagayán, con Cagayán, Iponán, Molugán, Hasaán y Salay.

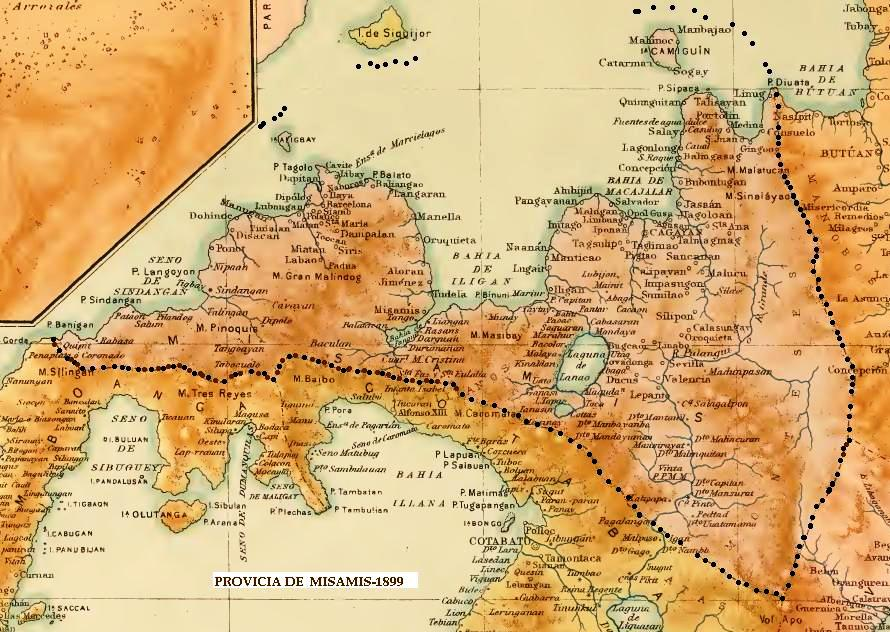
El Distrito 2º de Misamis en 1899.

A finales del siglo XIX la isla de Mindanao se hallaba dividida en siete distritos o provincias, uno de los cuales era el Distrito 2º de Misamis, su capital era la villa de Cagayán de Misamis y del mismo dependía la comandancia de Dapitan. Uno de sus pueblos era Talisayán que entonces contaba con una población de  5.877 almas. Sus visitas eran   Balingoán, Quinuguitán, Santa Inés, San Miguel y Portolín;
A principios del siglo XX, durante la ocupación estadounidense de Filipinas, Sugbongcogon era un barrio de Talisayán, uno de los 15 municipios que formaban la provincia de Misamis.
El 22 de junio de  1963 se segregan  del municipio de Quinuguitán los barrios de  Sugbongcogon, Kaulayanón, Kidampas, Silad, Alicomohan y de Mabini  para formar el nuevo municipio de Sugbongcogon.